# مارتن كارل
مارتن كارل (بالألمانية: Martin Karl)‏ هو مجدف ألماني، ولد في 3 يونيو 1911 في فورتسبورغ في ألمانيا، وتوفي في 1 مارس 1942 في الاتحاد السوفيتي.

## وصلات خارجية
- مارتن كارل على موقع الاتحاد الدولي للتجديف (الإنجليزية)
- مارتن كارل على موقع اللجنة الأولمبية الدولية (الإنجليزية)
- مارتن كارل على موقع أوليمبيديا (الإنجليزية)